# A.C.T.H.
Gli A.C.T.H. sono stati un gruppo punk rock di Verona nato negli anni '80.

## Storia del gruppo

### 1984-1987: Dai primi anni all'Ultimo Party
Gli A.C.T.H. nascono a Verona nel 1984 e prendono il loro nome dalla sigla inglese dell'adrenocorticotropichormon, ormone prodotto dal corpo umano nei momenti di stress. Fin dai loro esordi la band sviluppò uno stile a metà tra "punk e radici autoctone" dal suono energico e strutture pop, il tutto con testi in italiano tra ironia ed impegno politico.
Il gruppo autoprodusse nel 1985 una cassetta dalle sonorità ancora acerbe dal titolo L'Italia s'è desta(?). La cassetta ottenne ottime recensioni anche dalla stampa straniera come Flipside e Maximumrocknroll, e la canzone Politica fu presa dagli attivisti spagnoli dell'ETA come sigla del loro notiziario televisivo, procurando alla band un breve tour in Spagna prima e nei Paesi Bassi poi. Alcuni brani della cassetta vennero poi inclusi nelle compilazioni Bersaglio Nucleare (No! Tapes, 1985), Delirium Tremens 3 (Delirium Tremens, 1985) ed Ex Enel 13/7/85 (Seminale produzioni , 1985).
Il nastro attirò così la curiosità di Jumpy Velena della Attack Punk Records che produsse il loro secondo album dal titolo Ultimo Party nel 1987 con la sotto-etichetta Totò alle prese coi dischi. L'album proponeva un pop punk dalle radici beat molto energico, che vedeva nel singolo dal titolo Soli si muore, realizzato con una diversa formazione, la realizzazione della cover in chiave hardcore punk di Crimson and Clover dei Tommy James and the Shondells

### Anni '90: DaIguanaaShaker
Nel 1990, dopo l'uscita dal gruppo del bassista Romi Ferretti (che nel frattempo era passato ai Rats), uscì il terzo album dal titolo Iguana per la milanese Vox Pop. Il disco, dal forte approccio iconoclasta, presentava ancora una volta tra i brani, un nuovo rifacimento: Stayin' Alive dei Bee Gees, ed al Meeting delle etichette indipendenti di Firenze viene premiato come miglior disco dell'anno, con conseguente acquisto delle edizioni da parte della EMI.
Negli anni successivi saranno molti i concerti che li porteranno anche a condividere il palco con Ramones e D.O.A.. In questi anni la band vide la fuoriuscita di Gianluca Zingarlini e Lelio Maria, e l'ingresso di Vittorio Boninsegna.
Nel 1993 il singolo Killer / Dammi Dammi Valium (Mega Records) raggiunse i primi posti della classifica di Videomusic. Nell'anno successivo parteciparono a diverse compilazioni fra cui il numero 15 della serie di compilazioni su LP Punto Zero, per la Toast Records di Giulio Tedeschi.

## Discografia

### Album in studio
- 1985 - L'Italia s'è desta
- 1987 - Ultimo Party
- 1990 - Iguana
- 1995 - Maquillage
- 1999 - Shaker

### Singoli ed EP
- 1988 - Soli si muore
- 1997 - Killer / Dammi dammi valium

### Compilazioni
- 1985 - Delirium Tremens 3
- 1985 - Ex Enel 13/7/85
- 1988 - Tempesta Magnetica
- 1988 - Welcome To Euroshima
- 1993 - Promo Mix 72
- 1993 - Promo Mix 73
- 1993 - Punto Zero Numero 15
- 2005 - Punk In Italia
- 2006 - Killed by Tapes